# Буковска-Воля
Буко́вска-Во́ля (пол. Bukowska Wola) — село в гмине Мехув Мехувского повята Малопольского воеводства, Польша.
Село располагается в 3 км от административного центра повята города Мехув и в 35 км от административного центра воеводства города Краков.
Население около 490 человек.
В 1975—1998 годах входило в состав Келецкого воеводства, административным центром которого являлся город Кельце (оно находилось на территориях находящихся рядом с территориями административно подчинённых Кракову). С 1999 входит в Малопольское воеводство.
В селе имеется начальная школа имени Карпатских Добровольцев-Защитников Тобрука (100 учеников).